# ヨーゼフ・ロイトゲープ
ヨーゼフ・ロイトゲープ（Joseph LeutgebまたはLeitgeb 1732年10月6日 - 1811年2月27日）は、オーストリアのホルン奏者。モーツァルトの友人であり、かつ音楽の霊感を与えた人物である。

## 生涯
ノイレルフェンフェルトに生まれるが、その幼少期についてはあまり分かっていない。作曲家のカール・ディッタース・フォン・ディッタースドルフは、ロイトゲープが1750年代のはじめの頃にウィーンでヒルトブルクハウゼン公のために演奏したと述べている。1760年代にはロイトゲープのキャリアが花開いた。ダニエル・ハーツによると彼は「ウィーンで最も卓越したホルン独奏者で、あらゆるソロ奏者の中でも広く受け入れられていることにかけては指折りの存在だった。」1761年11月21日から1763年1月28日までの期間に、ブルク劇場においてレオポルト・ホフマン、ミヒャエル・ハイドン、ディッタースドルフの協奏曲を演奏したという記録が残されている。

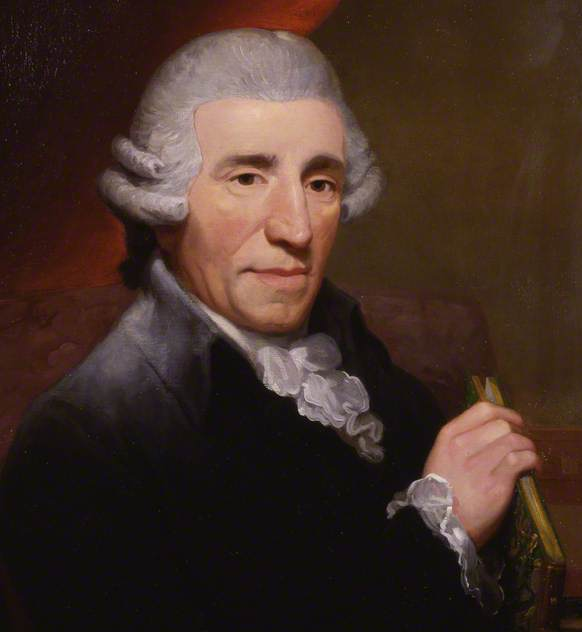
フランツ・ヨーゼフ・ハイドン

ハーツはこの頃、1762年にフランツ・ヨーゼフ・ハイドンがロイトゲープのためにホルン協奏曲第1番 Hob. VIId/3Dを作曲したのだと論じている。1763年7月3日にハイドンの妻がロイトゲープの娘マリア・アンナ・アポローニアの名親になっていることから、両名は友人同士だったとみられる。ミヒャエル・ローレンツは最近になって、ハイドンのホルン協奏曲の自筆譜にロイトゲープのサインが認められることを示した。1763年2月には当時ハイドンが率いていたエステルハージ家の楽団に一時入団している。ロイトゲープは「高い年俸」を得ていたが、わずか1か月で離職しており理由は明らかになっていない。
同年のうちにザルツブルクへ移ると、同市を治めていた大司教の楽団に加入した。これによりレオポルト・モーツァルトや、その後同年の内にコンサートマスターのミヒャエル・ハイドンと同僚になった。また、7歳だったレオポルトの息子、神童ヴォルフガングとも友好関係を築いた。家族を伴った大旅行中にレオポルトが友人たちに宛てたある手紙には、ヴォルフガングが会いたいとレオポルトに漏らした人物が列挙されており、ロイトゲープもその中のひとりである。ヴォルフガングは最終的に宮廷楽団に雇われることになり、よってロイトゲープの仕事仲間となる。
レオポルトやヴォルフガングと同じく、ロイトゲープも度々休暇を願い出て他の都市、パリ、ウィーン、フランクフルト、並びにイタリアの諸都市へ演奏旅行に出ていた。1773年2月にはこの3人で連れ立ってイタリアへ赴いている。ミラノではヴォルフガングとレオポルトがザルツブルクの家に宛ててロイトゲープの評判を書き送っており、彼の大きな成功を予言している。
1777年にウィーンに戻り、レオポルトに借金をしてアルトレルヒェンフェルトに小さな家を購入した。1782年、やはりウィーンに移っていたヴォルフガングはレオポルトに宛てていまだ未払いの借金について書いている。「哀れなロイトゲープに少し辛抱してあげてください。もし彼の状況を知り、彼がなんとかやってかなくてはならない様を目にしたら、きっと不憫に思うでしょう。私は彼と少し話をしなければなりませんが、いずれにせよ分割で払ってくれるものと確信しています。」
ウィーンでもホルン奏者として活動を続けたが、1792年に演奏から身を引いてしまう。レオポルトに宛てられた書簡を根拠に、古い文献にはロイトゲープがチーズ店を経営していたと主張するものがある。これは実際は彼の義父が経営していたソーセージ店のことである。その人物は1763年に死去するまで「セルヴェラ職人」として働き、イタリア風のソーセージを作っていた。このソーセージ店は1764年に売却されている。ロイトゲープがチーズ店を経営したことはない。
ロイトゲープはウィーンで生涯を閉じた。

## モーツァルトがロイトゲープのために作曲した作品

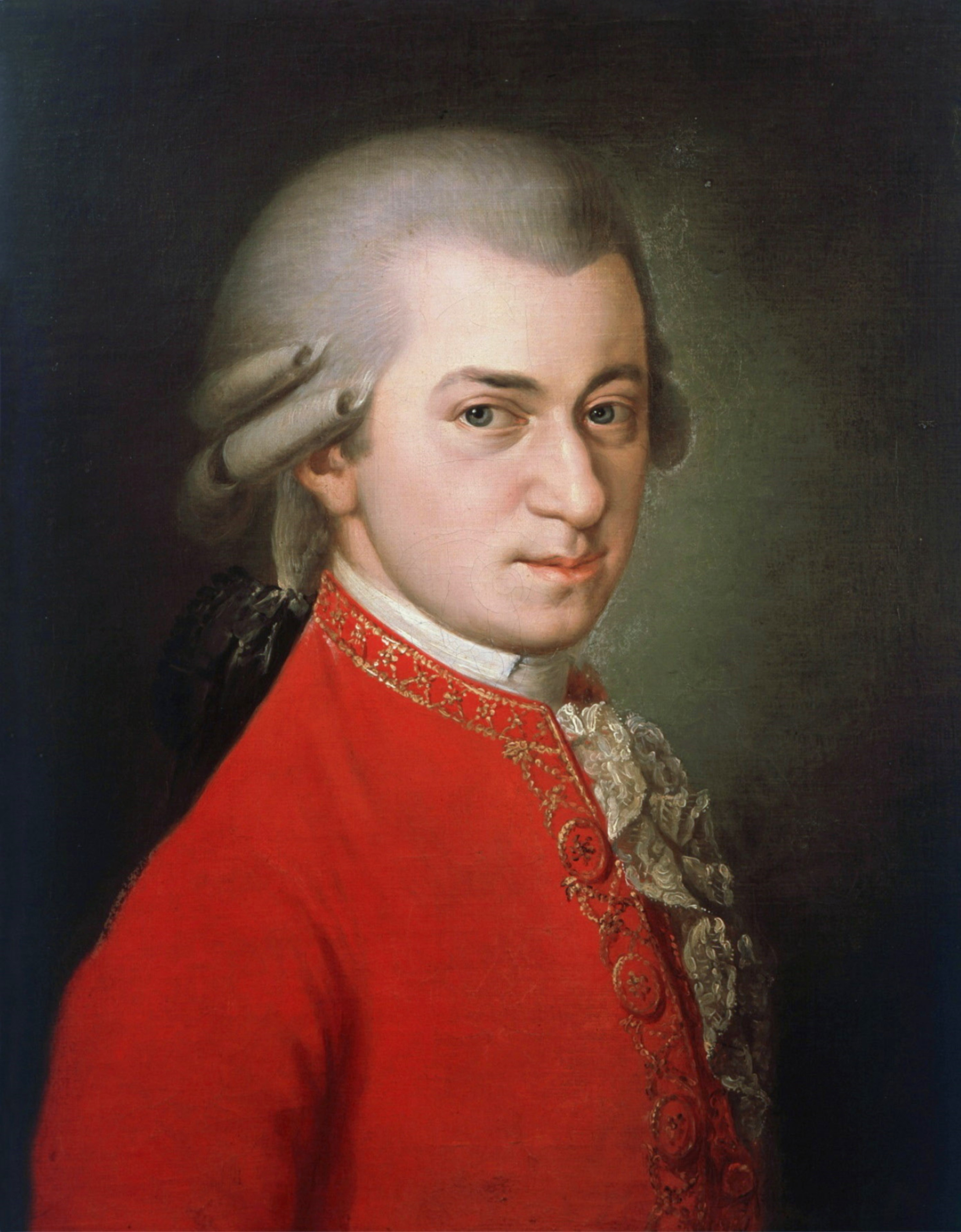
ヴォルフガング・アマデウス・モーツァルト

ロイトゲープはモーツァルトお気に入りのホルン奏者だったとみられており、数多くの作品が彼のために書かれている。ホルン協奏曲 K417、K495、K412/386b（514）もそうした作品であり、ニューグローヴ世界音楽大事典によれば「おそらく」ホルン五重奏曲 K407/386cも該当する。これらは1781年に移り住んでからモーツァルトがウィーンに住んでいた時期の楽曲である。これらの協奏曲はホルン独奏のための主軸をなすレパートリーであり、今日でも広く演奏されている。
ハインリヒ・シュテルツェルによるバルブ付きホルンの発明は1814年、特許の取得は1818年であるため、上記作品はナチュラル・ホルンを想定して書かれている。したがって半音階を演奏するためにロイトゲープは高度な口唇のコントロールを行い、並びにゲシュトップフトを駆使する必要があった。
モーツァルトがロイトゲープと冗談交じりの関係性であったことは興味深く、一例はロイトゲープのホルンパートに残した馬鹿にするようなコメントにみられる。K417のあざけるような献辞には「ヴォルフガング・アマデ・モーツァルトがロバ、牡牛、馬鹿のロイトゲープを憐れんで、ウィーンにて、1783年3月27日」と書かれている。ある個所では管弦楽パートをアレグロとする一方で独奏パートをアダージョと指定しているが、おそらくホルンの音が遅れて出てテンポが引きずられることをからかっているとみられる。その他の例としてはホルン協奏曲第1番がある。K495が複数の色のインクで書かれていることは冗談とされることも多いが、モーツァルトの伝記作家であるコンラート・キュスターはそれらには目的があって、特に「解釈するものに何かしらの音楽的示唆を与える」ためであったと主張している。
モーツァルト晩年の手紙からはロイトゲープがからかいを意に介さず、2人が良好な友人関係を持っていたことが窺える。1791年6月6日にモーツァルトがしたためた手紙には、妻のコンスタンツェが留守にする間、「[メイドの]レオノーレを解雇してしまったので家に独りぼっちでいることになったでしょうが、それは愉快なものではなかったでしょうから」彼がロイトゲープの許に数泊したと書かれている。同年にはその後、オペラ『魔笛』の初演が大きな成功を収め、モーツァルトは何度も友人や親戚を公演に連れて行った。ある手紙（10月8-9日）には「ロイトゲープが私に2回目に連れて行ってくれとせがむので、そうしてやりました」と記されている。

## 評判
パリでのロイトゲープの演奏に関するある紙面講評（「Mercure de France」）は、彼が優れた演奏家であると述べている。評者はロイトゲープが「上等な才能」を有し、「この上なく芳醇で興味深く、正確な歌唱と同じくらい完璧にアダージョを歌う」能力を有しているとしている。